# Епархия Святого Михаила в Сиднее
Епархия Святого Михаила в Сиднее (лат. Eparchia Sancti Michaëlis Sydneyensis Graecorum Melkitarum) — епархия Мелькитской католической церкви с центром в городе Сидней, Австралия. Епархия Святого Михаила в Сиднее подчиняется непосредственно Святому Престолу. Кафедральным собором епархии Святого Михаила в Сиднее является собор святого Михаила Архангела.

## История
26 марта 1987 года Римский папа Иоанн Павел II выпустил буллу «Quae quantaque», которой учредил епархию Святого Михаила в Сиднее для верующих Мелькитской католической церкви, проживающих в Австралии.

## Современное состояние
На апрель 2022 года действует 13 приходов: 12 в Австралии и 1 в Новой Зеландии.

## Ординарии епархии
- епископ Георгий Риаши BS[3](26.03.1987 — 28.07.1995), назначен архиепископом Триполи;
- епископ Иссам Иоанн Дарвиш BS (9.04.1996 — 15.06.2011), назначен архиепископом Захле и Фурзола;
- епископ Роберт Раббат (с 15 июня 2011 года по настоящее время).

## Источник
- Annuario Pontificio, Libreria Editrice Vaticana, Città del Vaticano, 2003, ISBN 88-209-7422-3
- Булла Quae quantaque  (лат.)